# Verdiana (torrente)
Il torrente Verdiana, meglio conosciuta come  La Verdiana (o Il fiume) è un corso d'acqua tributario della Lima, presso Spignana, nel comune di San Marcello Piteglio. Il regime del corso è torrentizio ad alimentazione pluvio-nivale, rifornito anche dalla falda idrica del sistema Cupolino-Cornaccio-Corno alle Scale-Gennaio.

## Etimo
Verdiana, come il nome del dio etrusco Virdiano, oppure derivato dal colore delle sue acque di un verde intenso e trasparente di un fiasco di vino.

## Percorso[1]
Il Torrente nasce dalle acque che sgorgano nell'arco vallivo-montuoso compreso tra il Passo dello Strofinatoio e il Monte Gennaio. La prima delle due radici fluviali è chiamata "Verdianella del Corno" origina da Punta Giorgina, e da sinistra si ha la confluenza con il ramo sorgentizio detto "Verdianella del Gennaio" proveniente dalla destra monte omonimo. A circa 1030 ms.l.m. fra le località "San Pellegrino", "Costa Calda", "Selva de' Selvori" e "Mandromini" abbiamo la confluenza della Verdianella con le acque del "Fosso Vagliappi" (che origina sul versante sud del Monte Cornaccio). È in questo punto, detto "Le Verdianelle", la nascita vera e propria del torrente. A partire dalla sinistra vi sono i corsi d'acqua della Valle dei Selvoli (fra Monte Gennaio e il Poggio dei Malandrini). Alla confluenza delle due vallate si trova la cascata del Doccion di Selvori. Dalla Selva de' Porci provengono il "Fosso dei Corti" e il "Fosso del Becco"  che sfocia sotto la Diga di Verdiana. Sulla destra delle Verdianelle abbiamo il "Fosso dei fossi" (così chiamato per la sua elevata portata d'acqua), che raccoglie le acque provenienti dal bacino idrografico Pian del Conte-Chiasso all'Alpe. Si troverà di seguito una ripida fiancata a montuosa detta "delle Serre" quasi priva di corsi d'acqua che portano i flussi acquiferi nelle "Forri della Rinserrata" al bacino della diga, ove a brevissima distanza troveremo il "Fossetto Perpetuo".
Proseguendo, si giunge al bacino del "Fosso Mezzano", che comprende le acque del "Rio d'Africo" (Fosso del Verno), relativamente vicini al paese di Spignana bagnata inoltre dal "Rio Pollanio" (date le numerose polle lungo il suo corso), "Botro della Camogna" e dal "Fosso del Pillone". Superato il centro abitato e muovendosi verso la vicina Lancisa, troviamo: "Fosso di Mavigliana", "Fosso del Querceto" ed la "Forra di Rio Maggio" (Forra da Piastre o Forra Maggiore). Prima e dopo il paese di Lancisa, presso il Monte Castello troveremo la "Forra Ancisa" e il "Fosso di Ripi" che sfocia al ponte della Verdiana. Dalla parte destra della valle del torrente, dopo il "Fosso di Pratorsi" (successivo alla Valle Selvoli), Monte Crocicchio e "Fosso della Spianessa", noteremo una vallata a conca che raccoglie le acque nei "Fosso del Casoncino" e "Fosso di Bugghi", situato a sudest del torrente principale, che si dirige non troppo lontano dal sito di Sospignana. Da qui in ambo le parti della valle si susseguono una serie di piccoli corsi d'acqua a carattere torrentizio che conducono alla Verdiana, la quale sfocia a La Lima, tra le pendici del "Dente di Spignana" e Monte Castello, in località Ponte Firenzuola.
Gli affluenti, di seguito riportati, sono per la maggior parte a carattere torrentizio, mentre pochi hanno carattere permantente nonostante in alcuni periodi siano in una forte condizione di magra

### Affluenti di destra
- Verdianelle del Corno
- Fosso di Vagliappi
- Botro delle Sette Fontane
- Fosso dei Fossi
- Forra del Fratone
- Forri della Rinserrata
- Fossetto Perpetuo
- Fosso Mezzano
- Ruscello d'Africo (Fosso del Verno, s. Fonte dei Corvi)
- Fosso del Vallino (o Rio Pollanio, s. Fonte Valicava)
- Botro della Camogna (Fosso del Poderino)
- Rio d'Atrico (Fosso del Pillone)
- Fosso Forra di Rio Maggio (Forra Maggiore o da Piastre)
- Forra Ancisa
- Fosso del Querceto ("della Madonnina")
- Fosso di Mavigliana
- Fosso di Ripi
- Fosso Balboni

### Affluenti di sinistra
- Verdianelle del Gennaio
- Fosso dei Selvoli
- Fosso dei Selvari (dei Porci o dei Corti)
- Fosso di Pratorsi (o della Selva)
- Fosso del Becco
- Botro del Crocicchio
- Fosso della Spianessa
- Fosso del Casoncino (s. Fonte Acquabona)
- Fosso di Bugghi
- Fossi del Ponte
- Forra di Mansano